# Vernassau de Fitz
Vernassal és un municipi francès situat al departament de l'Alt Loira i a la regió d'Alvèrnia-Roine-Alps. L'any 2007 tenia 373 habitants.

## Demografia

### Població
El 2007 la població de fet de Vernassal era de 373 persones. Hi havia 162 famílies de les quals 54 eren unipersonals (27 homes vivint sols i 27 dones vivint soles), 50 parelles sense fills, 54 parelles amb fills i 4 famílies monoparentals amb fills.
La població ha evolucionat segons el següent gràfic:
Habitants censats

### Habitatges
El 2007 hi havia 275 habitatges, 163 eren l'habitatge principal de la família, 94 eren segones residències i 18 estaven desocupats. 266 eren cases i 5 eren apartaments. Dels 163 habitatges principals, 135 estaven ocupats pels seus propietaris, 21 estaven llogats i ocupats pels llogaters i 7 estaven cedits a títol gratuït; 1 tenia dues cambres, 17 en tenien tres, 56 en tenien quatre i 89 en tenien cinc o més. 127 habitatges disposaven pel capbaix d'una plaça de pàrquing. A 87 habitatges hi havia un automòbil i a 64 n'hi havia dos o més.

### Piràmide de població
La piràmide de població per edats i sexe el 2009 era:
| Homes | Edats   | Dones |
| ----- | ------- | ----- |
| 0     | 95 o +  | 0     |
| 0     | 90 a 94 | 0     |
| 0     | 85 a 89 | 8     |
| 0     | 80 a 84 | 4     |
| 8     | 75 a 79 | 4     |
| 16    | 70 a 74 | 8     |
| 12    | 65 a 69 | 20    |
| 16    | 60 a 64 | 12    |
| 12    | 55 a 59 | 4     |
| 12    | 50 a 54 | 16    |
| 4     | 45 a 49 | 12    |
| 12    | 40 a 44 | 4     |
| 0     | 35 a 39 | 12    |
| 28    | 30 a 34 | 8     |
| 12    | 25 a 29 | 12    |
| 12    | 20 a 24 | 12    |
| 12    | 15 a 19 | 12    |
| 4     | 10 a 14 | 8     |
| 20    | 5 a 9   | 0     |
| 8     | 0 a 4   | 8     |

## Economia
El 2007 la població en edat de treballar era de 239 persones, 170 eren actives i 69 eren inactives. De les 170 persones actives 153 estaven ocupades (85 homes i 68 dones) i 18 estaven aturades (9 homes i 9 dones). De les 69 persones inactives 40 estaven jubilades, 15 estaven estudiant i 14 estaven classificades com a «altres inactius».

### Ingressos
El 2009 a Vernassal hi havia 163 unitats fiscals que integraven 373 persones, la mediana anual d'ingressos fiscals per persona era de 13.335 €.

### Activitats econòmiques
Dels 13 establiments que hi havia el 2007, 1 era d'una empresa alimentària, 1 d'una empresa de fabricació d'elements pel transport, 3 d'empreses de construcció, 3 d'empreses de comerç i reparació d'automòbils, 1 d'una empresa de transport, 2 d'empreses d'hostatgeria i restauració, 1 d'una empresa immobiliària i 1 d'una entitat de l'administració pública.
Dels 3 establiments de servei als particulars que hi havia el 2009, 2 eren fusteries i 1 restaurant.
L'únic establiment comercial que hi havia el 2009 era una fleca.
L'any 2000 a Vernassal hi havia 29 explotacions agrícoles que ocupaven un total de 1.342 hectàrees.

## Equipaments sanitaris i escolars
L'únic equipament sanitari que hi havia el 2009 era una ambulància.
El 2009 hi havia una escola elemental.

## Poblacions més properes
El següent diagrama mostra les poblacions més properes.